# Pax Britannica

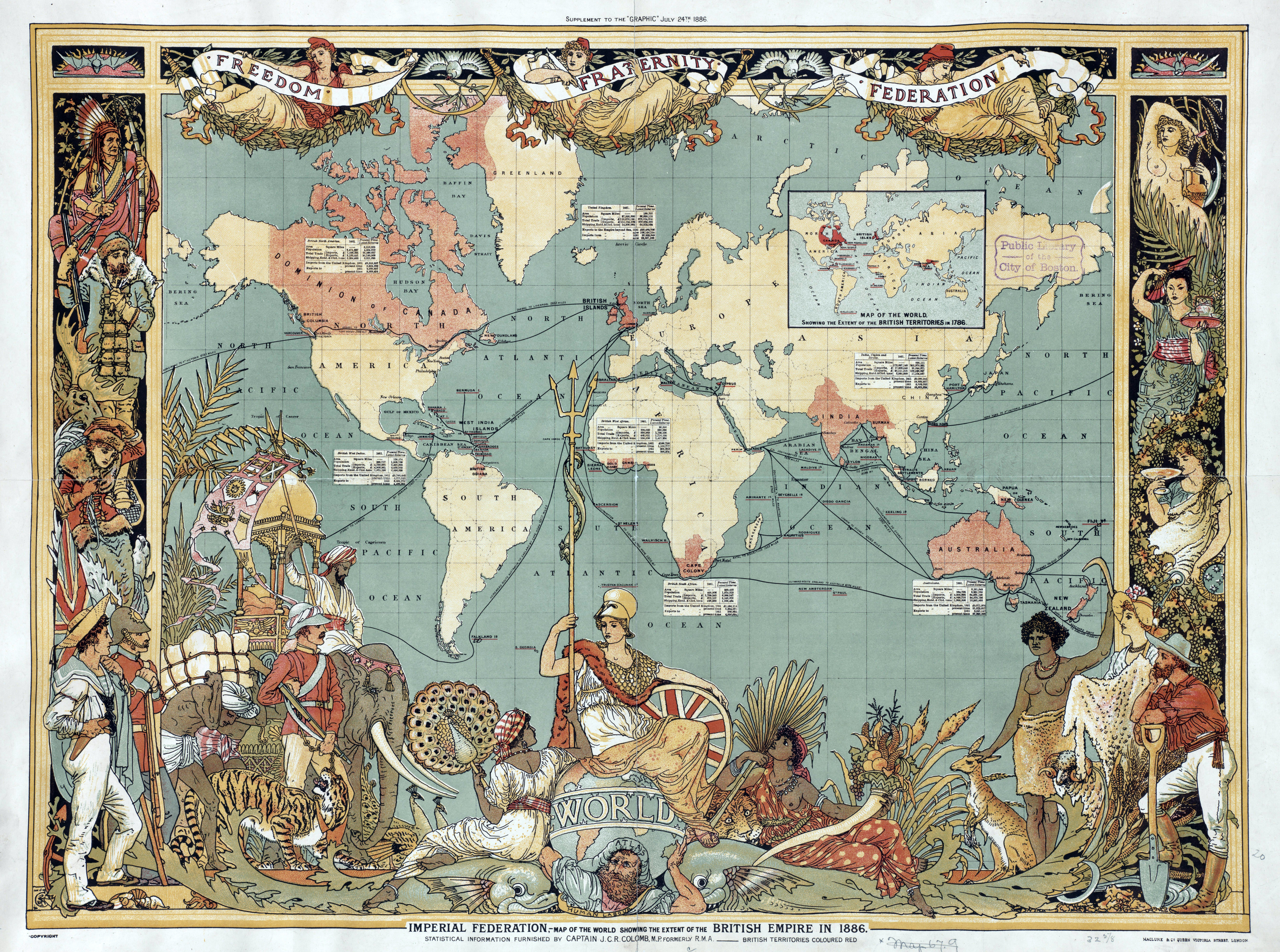
Eine detaillierte Karte des Britischen Weltreichs aus dem Jahr 1886, in der traditionellen Farbe für die britischen Kolonien auf Karten, in Rosa markiert

Pax Britannica (lateinisch für „britischer Frieden“, nach dem Vorbild der Pax Romana) bezieht sich auf den relativen Frieden zwischen den großen Mächten in einem Zeitraum, der grob von den Napoleonischen Kriegen bis zum Ersten Weltkrieg reicht. Während dieser Zeit wurde das Britische Weltreich („British Empire“) zur globalen Hegemonialmacht, baute eine riesige Einflusssphäre auf und übernahm die Rolle einer Art „Weltpolizei“.
Zwischen 1815 und 1914, einem Zeitraum, der als „imperiales Jahrhundert“ Großbritanniens bezeichnet wird, wurden rund 26 Millionen km² Territorium und etwa 400 Millionen Menschen der britischen Herrschaft hinzugefügt. Nach dem Sieg über das napoleonische Frankreich hatten die Briten außer Russland in Zentralasien keinen ernsthaften internationalen Rivalen mehr. Als Russland versuchte, seinen Einfluss auf dem Balkan auszudehnen, besiegten die Briten und Franzosen die Russen im Krimkrieg (1853–1856) und schützten so das schwache Osmanische Reich, welches als Puffer gegen die Expansion Russlands diente.
Die britische Royal Navy kontrollierte die meisten wichtigen Seehandelsrouten und war die unangefochtene Seemacht. Neben der formellen Kontrolle über die eigenen Kolonien bedeutete die beherrschende Stellung Großbritanniens im Welthandel, dass es den Zugang zu vielen Regionen wie Asien, Nordamerika, Ozeanien und Afrika effektiv kontrollierte. Britische Kaufleute, Reeder und Bankiers hatten einen so überwältigenden Vorteil gegenüber denen anderer Großmächte, dass Großbritannien zusätzlich zu seinen Kolonien ein informelles Imperium besaß.

## Geschichte
Nachdem Großbritannien die Dreizehn Kolonien, einen bedeutenden Teil des britischen Amerikas, in der Amerikanischen Revolution verloren hatte, wandte es sich Asien, dem Pazifik und später Afrika zu, was zu einer Reihe von Expeditionen führte, die den Aufstieg des Zweiten Britischen Weltreichs (1783–1815) einläuteten. Die industrielle Revolution begann im späten 18. Jahrhundert in Großbritannien und es entstanden neue Ideen über freie Märkte, wie z. B. durch Der Wohlstand der Nationen (1776) von Adam Smith. Der Freihandel wurde zu einem zentralen Prinzip, das Großbritannien ab den 1840er Jahren praktizierte. Er spielte eine Schlüsselrolle für das wirtschaftliche Wachstum und die finanzielle Dominanz Großbritanniens.

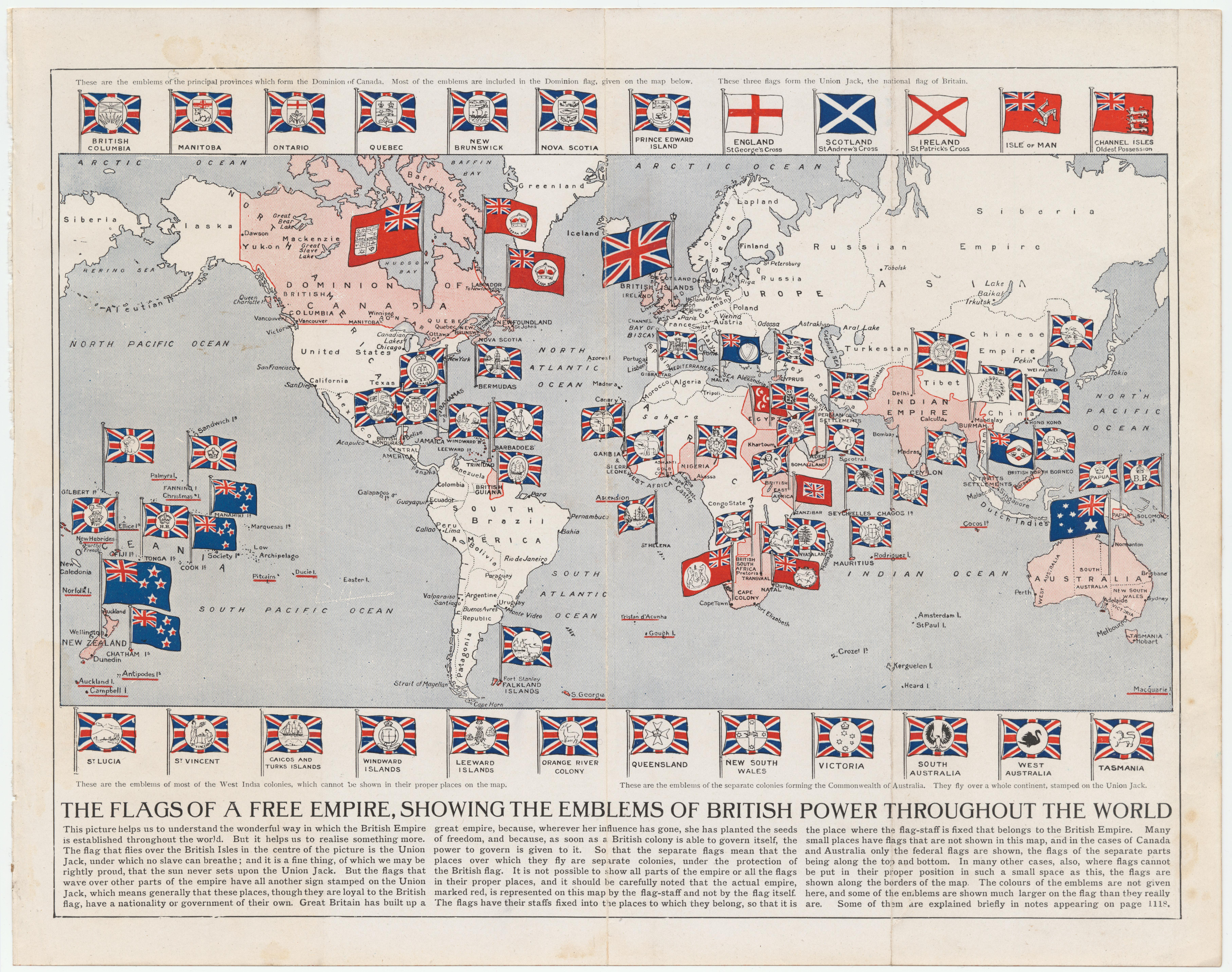
Karte des Britischen Weltreichs (Stand 1910)

Vom Ende der napoleonischen Kriege im Jahr 1815 bis zum Ersten Weltkrieg im Jahr 1914 spielte das Vereinigte Königreich die Rolle eines globalen Hegemons. Die Durchsetzung eines „britischen Friedens“ auf wichtigen Seehandelsrouten begann 1815 mit der Annexion von Britisch-Ceylon (heute Sri Lanka). Im Rahmen der britischen Herrschaft am Persischen Golf stimmten die arabischen Herrscher vor Ort einer Reihe von Verträgen zu, die den Schutz der Region durch Großbritannien formalisierten. Großbritannien erlegte allen arabischen Herrschern in der Region einen Vertrag zur Bekämpfung der Piraterie auf, der als Allgemeiner Seeverkehrsvertrag von 1820 bekannt ist. Mit der Unterzeichnung des Ewigen Seefriedens von 1853 gaben die arabischen Herrscher ihr Recht auf, auf See Krieg zu führen, und erhielten im Gegenzug britischen Schutz vor externen Bedrohungen. Die Überlegenheit des britischen Militärs und Handels wurde durch ein geteiltes und relativ schwaches Kontinentaleuropa sowie die Präsenz der Royal Navy auf allen Weltmeeren und Ozeanen begünstigt. Selbst außerhalb seines formellen Imperiums kontrollierte Großbritannien den Handel mit vielen Ländern wie China, Siam und Argentinien. Nach dem Wiener Kongress wurde die wirtschaftliche Stärke des britischen Empire durch die Dominanz seiner Marine und diplomatischer Bemühungen zur Aufrechterhaltung eines Gleichgewichts der Kräfte in Kontinentaleuropa gesichert.
In dieser Zeit erbrachte die Royal Navy weltweit Dienste, von denen auch andere Nationen profitierten, wie z. B. die Unterdrückung der Piraterie und die Blockade des Sklavenhandels. Durch das Slave Trade Act 1807 wurde der Handel mit Menschen im gesamten britischen Empire verboten. Daraufhin richtete die Royal Navy das West Africa Squadron zur Durchsetzung ein und die Regierung verhandelte internationale Abkommen zur Abschaffung des Sklavenhandels. Diese Überlegenheit der Briten erstreckte sich jedoch nicht auf das Land. Zu den Kriegen an Land, die zwischen den Großmächten ausgetragen wurden, gehören der Krimkrieg, der Französisch-Österreichische Krieg, der Österreichisch-Preußische Krieg und der Deutsch-Französische Krieg sowie zahlreiche Konflikte zwischen kleineren Mächten. Die Royal Navy führte den Ersten Opiumkrieg (1839–1842) und den Zweiten Opiumkrieg (1856–1860) gegen das kaiserliche China. Die Royal Navy war jeder anderen Marine der Welt weit überlegen. Zwischen 1815 und der Verabschiedung der deutschen Flottengesetze von 1890 und 1898 war nur Frankreich eine potenzielle Bedrohung für die Seemacht der Briten. Abgesehen vom Krimkrieg war diese von 1815 bis 1914 an keinem größeren Krieg beteiligt.
Das einschneidendste Ereignis ergab sich aus dem Anglo-Ägyptischen Krieg (1882), der zur sieben Jahrzehnte andauernden britischen Besetzung Ägyptens führte, obwohl das Osmanische Reich bis 1914 die nominelle Oberherrschaft behielt. Der Historiker A. J. P. Taylor sagt, dass dies „ein großes Ereignis war; in der Tat das einzige wirkliche Ereignis in den internationalen Beziehungen zwischen der Schlacht von Sedan und der Niederlage Russlands im Russisch-Japanischen Krieg“. Taylor betont die langfristigen Auswirkungen:
Die britische Besetzung Ägyptens veränderte das Kräfteverhältnis. Sie sicherte den Briten nicht nur den Weg nach Indien, sondern machte sie auch zu Herren des östlichen Mittelmeers und des Nahen Ostens. Sie machte es für sie unnötig, an der Meerenge an vorderster Front gegen Russland zu stehen ... und ebnete so den Weg für das französisch-russische Bündnis zehn Jahre später.
Großbritannien tauschte Waren und Kapital in großem Umfang mit Ländern auf der ganzen Welt. Das Wachstum der britischen imperialen Stärke wurde durch das Dampfschiff und den Telegraphen, neue Technologien, die in der zweiten Hälfte des 19. Jahrhunderts erfunden wurden, weiter untermauert, wodurch es möglich wurde, das Empire zu kontrollieren und zu verteidigen. Bis 1902 war das britische Empire durch ein Netzwerk von Telegraphenkabeln, die sogenannte All Red Line, miteinander verbunden, was einen großen Vorteil in der Kommunikation brachte.
Das Pax Britannica wurde durch den Zusammenbruch der kontinentalen Ordnung, die durch den Wiener Kongress geschaffen worden war, geschwächt, der vor allem durch den Aufstieg des geeinten Deutschen Kaiserreichs und den Problemen der multinationalen Imperien Österreich-Ungarn und dem Osmanischen Reich ausgelöst wurde. Die Beziehungen zwischen den europäischen Großmächten waren durch Probleme wie den Niedergang des Osmanischen Reiches, der zum Krimkrieg führte, und später durch das Entstehen neuer Nationalstaaten in Form von Italien und Deutschland nach dem Deutsch-Französischen Krieg bis zum Zerreißen gespannt. An beiden Kriegen waren die größten Staaten und Armeen Europas beteiligt. Die Industrialisierung Deutschlands, des Kaiserreichs Japan und der Vereinigten Staaten trug zum relativen Niedergang der industriellen Vormachtstellung Großbritanniens im späten 19. Jahrhundert bei. Der Beginn des Ersten Weltkriegs im Jahr 1914 markierte das Ende der Pax Britannica. Das Britische Weltreich blieb jedoch bis zum Beginn der Entkolonialisierung nach dem Ende des Zweiten Weltkriegs 1945 das größte Kolonialreich, und Großbritannien blieb bis zur Sueskrise 1956 eine der führenden Mächte. Während dieser Krise mussten sich britische und französische Truppen auf Druck der Vereinigten Staaten und der Sowjetunion aus Ägypten zurückziehen, was den endgültigen Niedergang des europäischen Imperialismus einleitete.